# Giải phim châu Âu 2008
Giải phim châu Âu 2008 là giải Phim châu Âu hàng năm lần thứ 21, được tổ chức tại Copenhagen, Đan Mạch, ngày 6.12.2008.

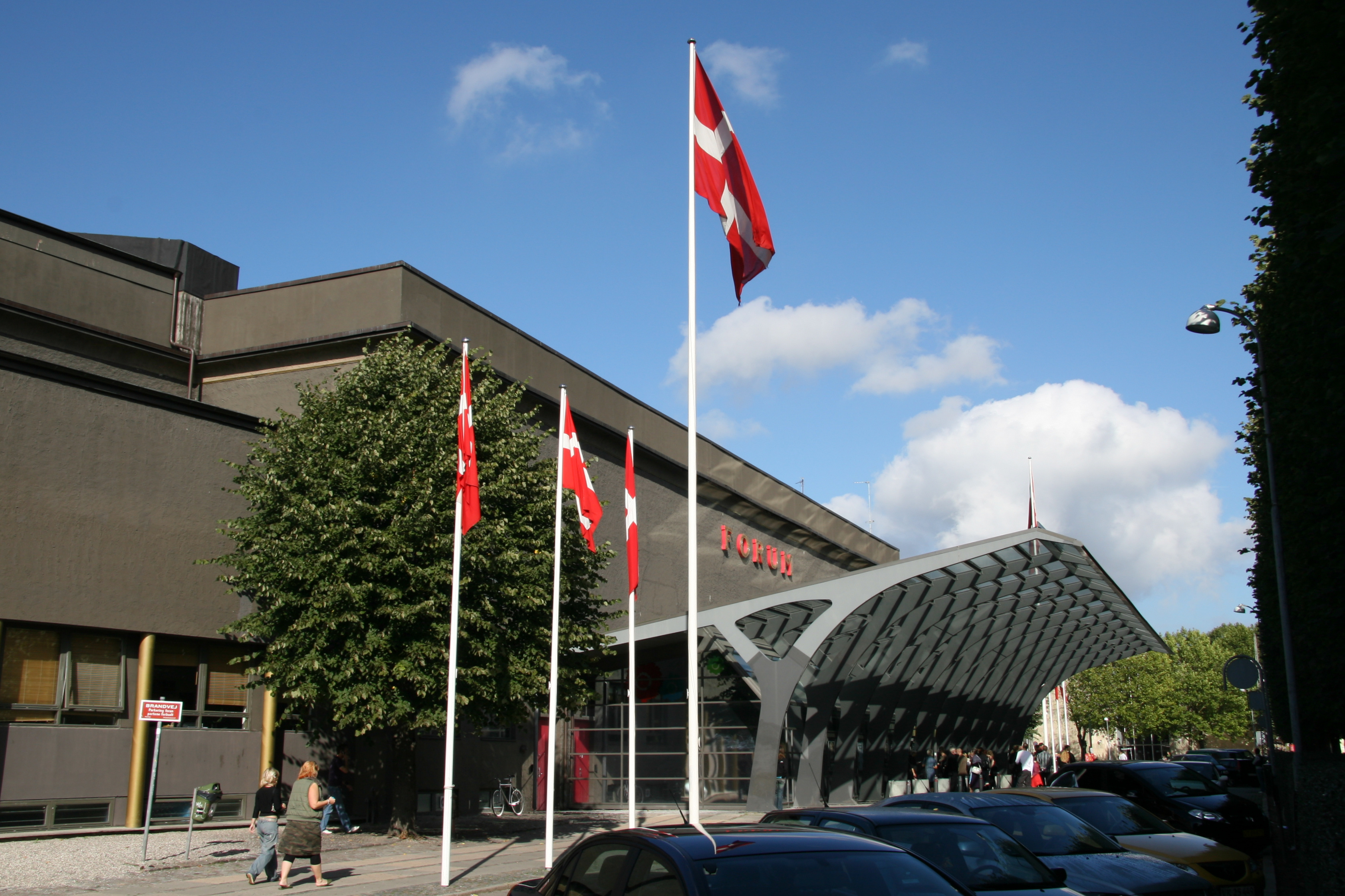
"Forum Copenhagen", nơi diễn ra lễ trao Giải phim châu Âu 2008

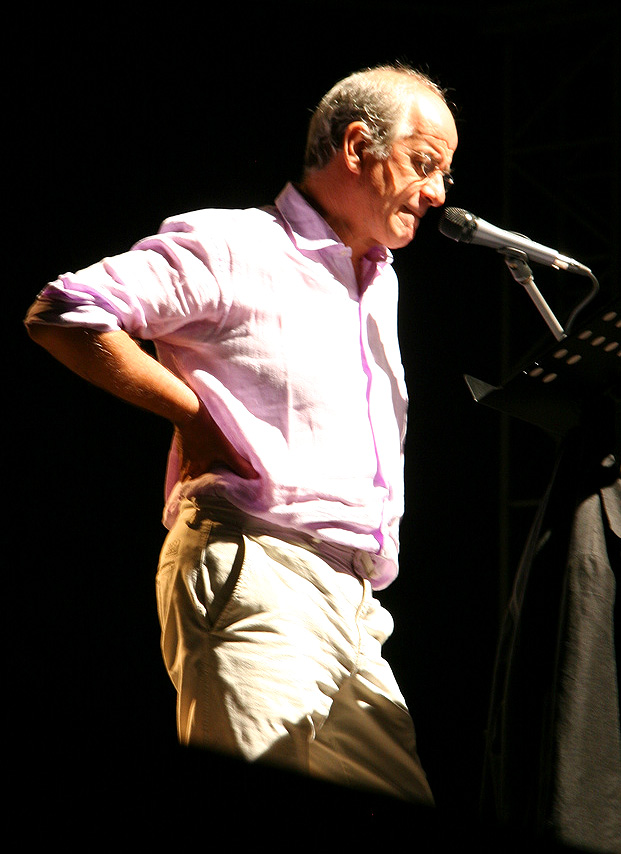
Toni Servillo, nam diễn viên chính trong phim (Gomorrha)

## Các người và phim đoạt giải & được đề cử

### Nam diễn viên chính châu Âu xuất sắc nhất
Toni Servillo - Gomorrah (Gomorra) & Il Divo
- Michael Fassbender - Hunger
- Thure Lindhardt & Mads Mikkelsen -  Flame & Citron (Flammen & Citronen)
- James McAvoy - Atonement
- Jürgen Vogel - The Wave (Die Welle)
- Elmar Wepper - Cherry Blossoms (Kirschblüten - Hanami)

### Nữ diễn viên chính châu Âu xuất sắc nhất

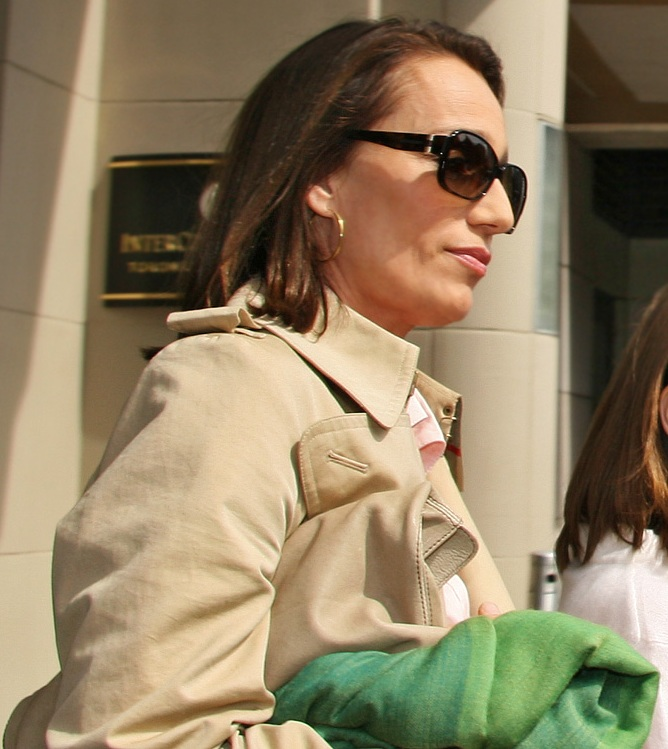
Kristin Scott Thomas, nữ diễn viên chính trong phim I've Loved You So Long (Il y a longtemps que je t'aime)

Kristin Scott Thomas - I've Loved You So Long (Il y a longtemps que je t'aime)
- Hiam Abbass - Lemon Tree
- Arta Dobroshi - The Silence of Lorna (Le silence de Lorna)
- Sally Hawkins - Happy-Go-Lucky
- Belen Rueda - The Orphanage (El orfanato)
- Ursula Werner - Cloud 9 (Wolke Neun)

### Nhạc sĩ sáng tác châu Âu xuất sắc nhất
Max Richter - Waltz with Bashir (Vals im Bashir)
- Tuur Florizoone - Moscow, Belgium (Aanrijding in Moscou)
- Dario Marianelli - Atonement
- Fernando Velázquez - The Orphanage (El orfanato)

### Đạo diễn châu Âu xuất sắc nhất

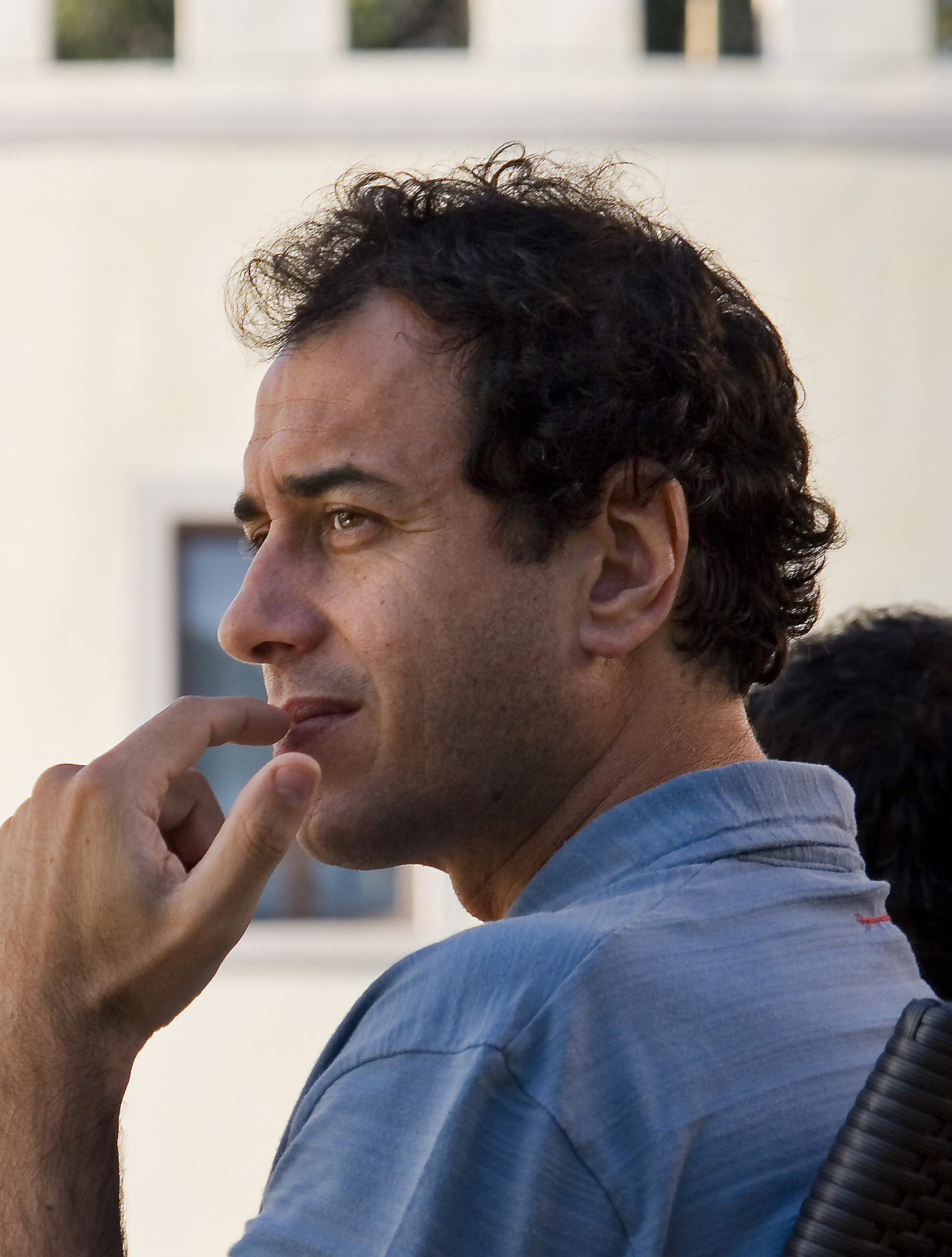
Matteo Garrone, đạo diễn phim Gomorrha

Matteo Garrone - Gomorrah (Gomorra)
- Laurent Cantet - The Class (Entre les murs)
- Andreas Dresen - Cloud 9 (Wolke Neun)
- Ari Folman - Waltz with Bashir (Vals im Bashir)
- Steve McQueen - Hunger
- Paolo Sorrentino - Il Divo

### Phim châu Âu hay nhất
Gomorrah (Gomorra)
- The Class (Entre les murs)
- Happy-Go-Lucky
- Il Divo
- The Orphanage (El orfanato)
- Waltz with Bashir (Vals im Bashir)

### Người viết kịch bản hay nhất
Maurizio Braucci, Ugo Chiti, Gianni di Gregorio, Matteo Garrone, Massimo Gaudioso & Roberto Saviano - Gomorrah (Gomorra)
- Suha Arraf & Eran Riklis - Lemon Tree
- Ari Folman - Waltz with Bashir
- Paolo Sorrentino - Il Divo